# Metaxaglaea viatica
Metaxaglaea viatica är en fjärilsart som beskrevs av Augustus Radcliffe Grote 1874. Metaxaglaea viatica ingår i släktet Metaxaglaea och familjen nattflyn. Inga underarter finns listade i Catalogue of Life.